# Мероп (Аргос)
Мероп (на старогръцки: Μέροψ, Merops) в гръцката митология е цар на Аргос през 10/9 век пр.н.е.
Той е син на Тестий и го наследява на трона. Мероп е баща на Аристодамид, който става след него цар, и е дядо  на Фидон (цар на Аргос) и на Керан (цар на Македония).
Според Теофил Антиохийски неговият брат Акой e цар на Аргос и баща на Аристодамид.